# Franz Grundheber
Franz Grundheber (født 27. september 1937 i Trier) er en tysk-østrigsk operasanger (baryton).
Efter studier i Hamborg og på Music Academy of the West i Santa Barbara blev Grundheber i 1966 ansat på Hamburgische Staatsoper. 
Den 11. december 1976 debuterede Grundheber på Wiener Staatsoper som Figaro i Figaros bryllup (Le nozze di Figaro) af Mozart. 
Grundheber er endnu i dag aktiv sanger i begge huse. Han har i sin næsten 40-årige karriere som sanger optrådt på alle de store operascener.